# Блох-Бауэр, Адель
Адель Блох-Бауэр (нем. Adele Bloch-Bauer; 9 августа 1881, Вена, Австрия — 24 января 1925, Вена, Австрия) — венская светская дама, известная по живописному портрету «Золотая Адель» 1907 года работы Густава Климта, считающемуся одним из самых значительных произведений венского югендстиля. Кроме того, Адель Блох-Бауэр — единственная из венских дам, для которой Климт написал два портрета.

## Биография
Адель Бауэр — дочь генерального директора Венского банковского союза Морица Бауэра и его супруги Жанетты. В 1899 году 18-летняя Адель, мечтавшая об учёбе в университете и самостоятельной жизни, вступила в брак по расчёту с богатым сахарозаводчиком-монополистом Фердинандом Блохом, который был старше её почти вдвое. Её старшая сестра Тереза уже состояла в браке с братом Фердинанда Блоха — адвокатом Густавом Блохом. Семьи Блохов и Бауэров связывали крепкие уважительные и доверительные отношения. В 1917 году сёстры Тереза и Адель попросили мужей поменять фамилию в обеих семьях на двойную Блох-Бауэр, и братья пошли навстречу жёнам. Возможно, такая просьба Терезы и Адели была вызвана тем, что в 1915 году умер их старший и последний из четырёх братьев Евгений, не оставивший потомков мужского пола, и таким образом они стремились сохранить родительскую фамилию. Адель и Фердинанд Блох-Бауэры трижды безуспешно пытались стать родителями: у Адель случилось два выкидыша, а третий ребёнок умер через два дня после рождения.
Адель Блох-Бауэр обладала всеми добродетелями либеральной буржуазии: она была дисциплинирована, самокритична, образована, уважительна и разбиралась в искусстве, что сплачивало их с мужем. Она занималась самообразованием, читала классическую английскую, французскую и немецкую литературу. Адель придерживалась левых политических взглядов, в салоне Блох-Бауэров принимали не только таких деятелей искусства, как Рихард Штраус, Франц Верфель или Стефан Цвейг, но и таких политиков, как Карл Реннер и Юлиус Тандлер, чьи утопии произвели на хозяйку неизгладимое впечатление.
Семья постоянно проживала в замке Бржежани под Прагой, но центр их жизни находился в Вене. В 1919 году они приобрели в столице знаменитый дворец на Элизабет-штрассе, 18, где хранились работы Климта. В коллекции Блох-Бауэров в Чехии только Фердинанда Георга Вальдмюллера насчитывалось 14 картин, а также работы Рудольфа фон Альта, Якоба Шиндлера, Карла Молля, Огюста Родена и Константина Менье. Фердинанд Блох много лет собирал классицистский венский фарфор Конрада Зёргеля фон Зоргенталя, эта коллекция насчитывала к 1938 году около 400 экспонатов музейного уровня.
По официальной версии Адель познакомилась с Климтом в салоне своего дома, возможно, через Альму Шиндлер, подругу юности Адель. В 1986 году американский психиатр Саломон Гримберг в журнале «Искусство и антиквариат» опубликовал статью, в которой на основании информации, полученной им в США от троих близких к Адели людей, утверждал, что Адель Бауэр и Густава Климта связывали любовные отношения. В 1900 году он уже выполнил несколько набросков Адели, в 1901 году художник написал с неё самоуверенную, эротичную и знающую цену своим прелестям «Юдифь I» с её тяжёлым порочным взглядом убийцы. В 1907 году Густав Климт написал знаменитый золотой «первый портрет Адели», а в 1912 — второй. Помимо портретов за двадцать лет Блох-Бауэры приобрели у Климта «Берёзовую рощу», «Замок Каммер на Аттерзе III», «Яблоню I» и 16 рисунков. Пейзаж «Дома в Унтерахе на Аттерзе» появился в их коллекции уже после смерти художника. В городском дворце Блох-Бауэров у Адели был маленький салон, не предназначенный для посторонних глаз, который украшали шесть картин Климта и скульптура Георга Эрлиха. По воспоминаниям племянницы Марии Альтман, портретный эталон женственности Адель Блох-Бауэр в реальной жизни была самодовольной и надменной, болезненной, страдающей, вечно с головной болью, курящей как паровоз, страшно нежной, тёмной. 
После преждевременной смерти Адели от менингита в 1925 году Фердинанд сохранил салон нетронутым, как он был при жизни жены. После аншлюса Австрии Фердинанд Блох-Бауэр эмигрировал в Швейцарию, где умер в 1945 году.
Взаимоотношениям Адели Блох-Бауэр и Густава Климта посвящён роман французской журналистки Валери Триервейлер «Секрет Адели» (фр. Le secret d'Adèle) 2018 года.

## Модель художника Климта

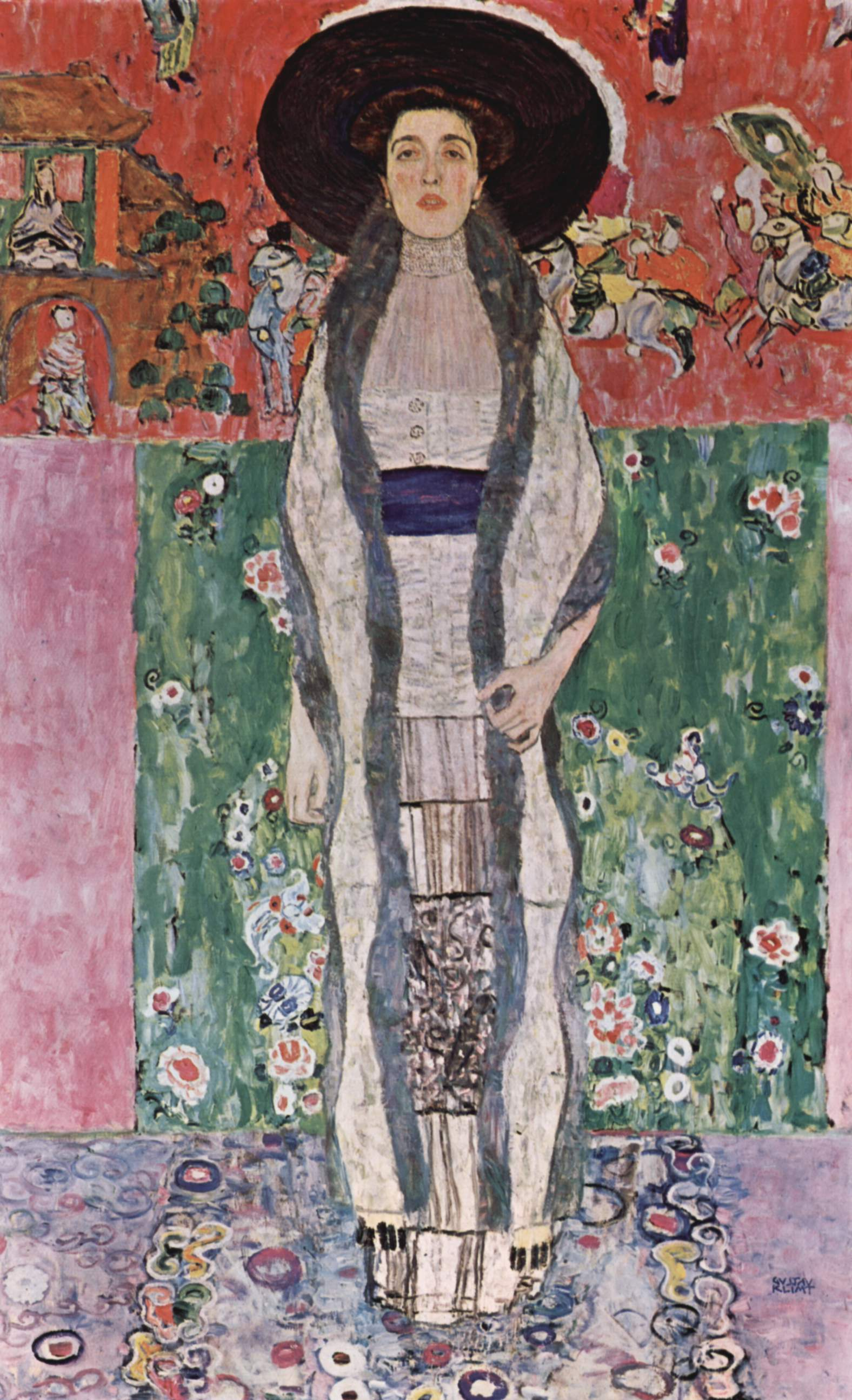
Портрет Адели Блох-Бауэр II
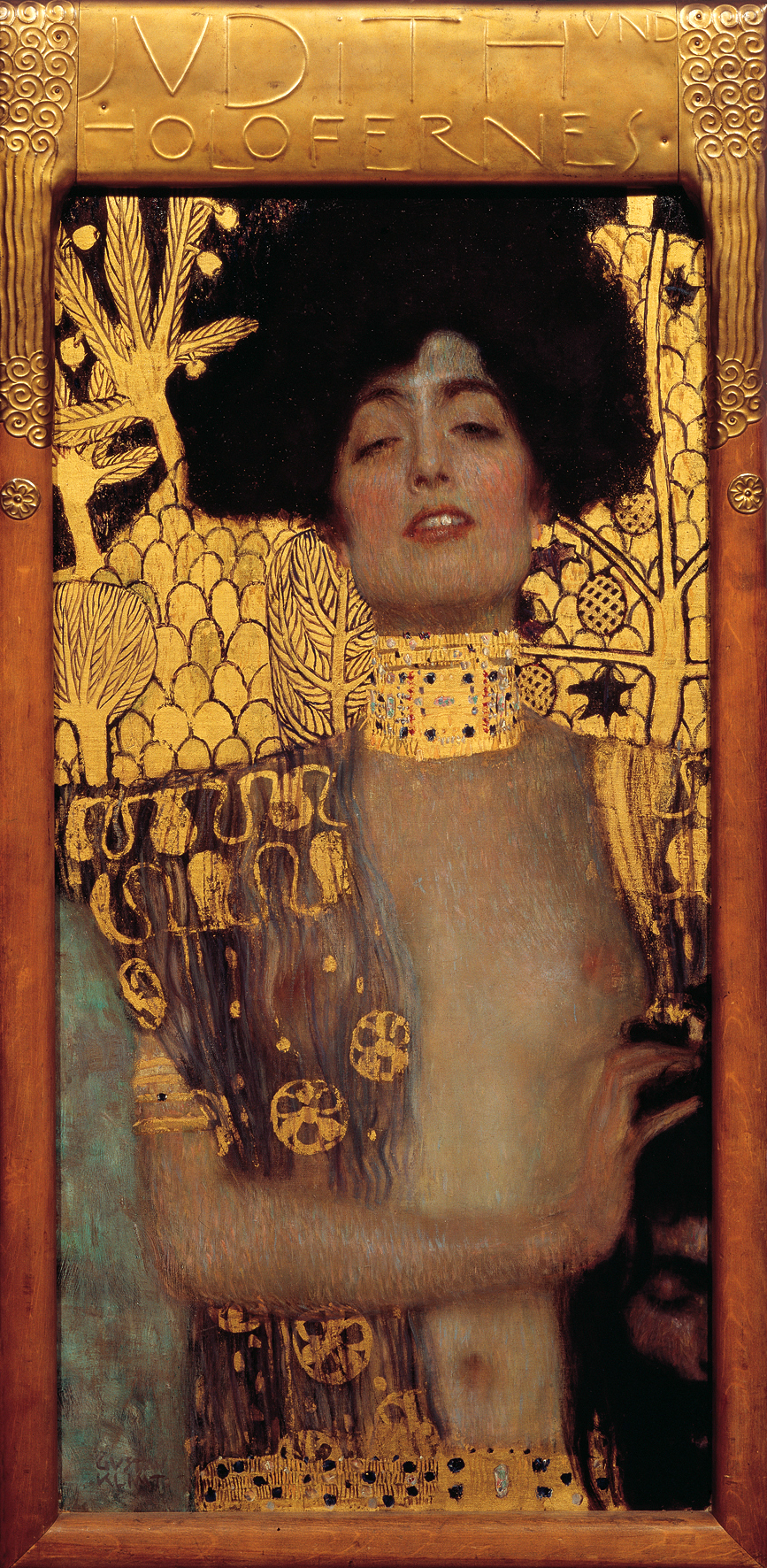
Юдифь и голова Олоферна
Юдифь II